# René Pijnen
Marinus Augustinus Josephus 'René' Pijnen (Woensdrecht, 3 september 1946) is een Nederlands voormalig wielrenner, die uitblonk in het baanwielrennen en geldt als een van de beste Zesdaagserenners ooit.

## Carrière
René Pijnen ging van start in 233 zesdaagsen en won er daarvan 72, 42 maal eindigde hij op de tweede en 41 maal op de derde plaats. Zijn aantal overwinningen vormt een Nederlands record en levert een derde plaats op de ranglijst aller tijden op, achter Patrick Sercu en Danny Clark. Zijn eerste zesdaagse reed hij in januari 1969 en zijn laatste in december 1987. Hij was dus bijna 19 jaar actief als profrenner in de Zesdaagsewereld.
Na de breuk met zijn eerste vaste koppelgenoot Leo Duyndam in 1974 ('uiteenlopende karakters') ontbrak het René Pijnen voor het restant van zijn lange carrière aan een vaste Nederlandse koppelgenoot van gelijkwaardig niveau. Pijnen werd evenwel bekend als een renner die door zijn koersinzicht en zijn uithoudingsvermogen met iedereen kon winnen en werd op uitnodiging van de zesdaagseorganisaties vaak gekoppeld aan (publiekstrekkende) wegrenners en lokale favorieten die hij hoog in het eindklassement moest kunnen laten eindigen.
In totaal won hij een zesdaagse met 28 verschillende partners uit (eveneens) een recordtotaal van 79 partners. Daaronder waren ook typische wegrenners als Gerrie Knetemann, Jan Raas, Giuseppe Saronni en Roger De Vlaeminck.
Naar het aantal starts en overwinningen genomen waren zijn belangrijkste koppelgenoten:
- Günter Haritz (7 overwinningen uit 23 starts, voornamelijk in de periode dat ze ploeggenoten waren bij TI-Raleigh van 1975 tot 1978)
- Leo Duyndam (9 overwinningen uit 21 starts, generatie- en landgenoot en eerste vaste koppelgenoot in de periode 1971-1974)
- Gert Frank (6 overwinningen uit 16 starts, met name in seizoen 1985/1986)
- Francesco Moser (9 overwinningen uit 14 starts. Pijnen was van 1976 tot 1985 Mosers geprefereerde maat voor de 4 à 5 zesdaagses die de Italiaan per seizoen reed)
- Patrick Sercu (8 overwinningen uit 14 starts, generatiegenoot en medepatron van het zesdaagsepeloton - wat maakte dat zij feitelijk bij uitzondering aan elkaar gekoppeld werden).

René Pijnen won zesdaagsen in Antwerpen, Berlijn, Bremen (record van 7x), Dortmund, Gent, Grenoble, Groningen, Frankfurt, Herning, Kopenhagen, Keulen, Londen, Maastricht (record van 6x), Madrid, Milaan, München, Münster, Parijs, Rotterdam (record van 10x) en Zürich.
Daarnaast werd hij mederecordwinnaar Europees kampioenschap koppelkoers (6x), in een tijd waarin er nog geen wereldkampioenschappen koppelkoers verreden werden. Ook deelt hij met Patrick Sercu (beide seizoen 1978/1979), evenals met Bruno Risi (2006/2007) alsook met Danny Clark (1986/1987), het (naoorlogs) record van zesdaagseoverwinningen in één winterseizoen, namelijk 8 eindzeges.
Pijnen debuteerde als nieuweling in 1963. Van de 98 wegwedstrijden die hij in deze categorie reed won hij er 40. Als amateur won hij februari 1967 samen met Gert Bongers de Toekomstzesdaagse van Antwerpen en werd hij in september dat jaar 3e in het wereldkampioenschap op de weg in Heerlen Als amateur behaalde uiteindelijk 49 overwinningen op de weg, waaronder het eindklassement in de Ronde van Schotland en, samen met Jan Krekels, Joop Zoetemelk en Fedor den Hertog, het goud op de 100 km ploegentijdrit van de Olympische Spelen van 1968 in Mexico-Stad.
Ook als prof behaalde hij overwinningen op de weg en kon een specialist genoemd worden in prologen, korte (vlakke) tijdritten en ontsnappingen in de laatste kilometers van een wedstrijd. Een herkenbare eigenschap van typische baanrenners die op de weg rijden - het (telkens) kilometerslang kunnen aanhouden van een bijna sprintsnelheid. Door zijn nagenoeg allroundtalent kon René Pijnen echter in vrijwel alle soorten wedstrijden goed uit de voeten, met uitzondering van enerzijds het voorseizoen, waar hij de gebruikelijke kou en nattigheid slecht verdroeg en anderzijds het hooggebergte, waarbij hij weleens 'door het ijs kon zakken' - zoals hem overkwam in de leiderstrui in de 9e etappe in de Ronde van Spanje in 1970, waar onder meer Luis Ocaña en Agustín Tamames hem wisten te 'breken' en te lossen op de beklimming van de Montserrat.
Pijnen bleef tot 1977 naast de zesdaagses een internationaal programma op de weg rijden. Zo ongeveer na dit jaar waren wegwedstrijden, waaronder langzaamaan verhoudingsgewijs meer criteriums, koersen achter de derny en kermiskoersen dan klassiekers of etappewedstrijden, voor Pijnen definitief een vorm van training geworden voor het winterbaanseizoen, dat van september tot en met maart liep en waarin hij een verscheidenheid aan meetings en tot 18 zesdaagses per winter verreed (seizoen 1978/79). Dit werd nog meer definitief door zijn min of meer gedwongen vertrek bij TI-Raleigh, waar ploegleider Peter Post resoluut koos voor een ploeg die in staat moest zijn om enerzijds in het voorseizoen, met voor dat seizoen Jan Raas als speerpunt, en anderzijds in de Ronde van Frankrijk, met Hennie Kuiper als speerpunt, tot successen te komen, en waar bijgevolg voor zesdaagsespecialisten financieel geen plek meer was.
In 1978 gelukte het Gazelle-Campagnolo om Pijnen onder contract te krijgen. Deze gastrennersvereniging bestond uit amateurs, een enkele dame en een enkele junior, en werd nu aangevuld werd met een profrenner die zich volledig kon blijven richten op zijn specialisme in het winterseizoen en af en toe in wegwedstrijden voor profwielrenners kon uitkomen - een opzet die tegenwoordig ook nog te zien is met continentale wielerploegen die een aantal professionele veldrijders of baanrenners in dienst hebben. Wederom, evenwel, ontbrak het Pijnen aan een vaste koppelgenoot via deze ploeg, nadat hij eerder bij TI-Raleigh in Günter Haritz wel een vaste maat had gevonden waarmee hij voor de eindoverwinning in de zesdaagses en koppelkoersen kon meedingen. Pogingen onder meer om samen met een jonge Gert Frank in het shirt van Akai, als vervanging van Ole Ritter, of met de dan nieuwe zesdaagsetenor Danny Clark in het shirt van Gazelle een vaste ploeg te kunnen vormen waren echter mislukt.
Pijnen bleek een zeer getalenteerd renner, die op de weg net onder de absolute top bleef, maar voor de 'fondnummers' op de baan, meest specifiek voor de koppelkoers, gemaakt bleek te zijn en zich snel ontwikkelde tot zesdaagserenner van absolute wereldklasse.
Opmerkelijke bijkomstigheid van zijn lange profcarrière is dat hij letterlijk zij aan zij heeft gekoerst met enerzijds Jacques Anquetil en anderzijds Miguel Indurain (respectievelijk in een gezamenlijke achtervolging op de kopgroep in Parijs-Tours 1969, en in de Zesdaagse van Madrid 1986).

## Belangrijkste overwinningen en prestaties
1967
- Bronzen medaille Wereldkampioenschap amateurs

1968
- Olympisch kampioen 100 km ploegentijdrit met Fedor den Hertog, Jan Krekels en Joop Zoetemelk)
- 5e plaats olympische wegrit

1970
- 1 Zesdaagse
- 8 dagen in de leiderstrui Ronde van Spanje

1971
- 3 etappes Ronde van Spanje en 8 dagen in de leiderstrui
- 1 Zesdaagse

1972
- Eindklassement GP Fourmies
- 1 etappe Ronde van Spanje
- 3 Zesdaagses

1973
- Europees kampioen koppelkoers (baan), Elite (met Leo Duyndam (Ned))
- 3 Zesdaagses
- 2e plaats Wereldkampioenschap individuele achtervolging San Sebastian

1974
- Europees kampioen koppelkoers (baan), Elite (met Patrick Sercu (Bel))
- 5 Zesdaagses
- 3e plaats Wereldkampioenschap individuele achtervolging Montreal

1975
- 5 Zesdaagses

1976
- Europees kampioen koppelkoers (baan), Elite (met Günter Haritz (Dui))
- 2 Zesdaagses

1977
- 5 Zesdaagses

1978
- Europees kampioen Derny (baan), Elite
- 5 Zesdaagses

1979
- 8 Zesdaagses

1980
- Europees kampioen koppelkoers (baan), Elite (met Michel Vaarten (Bel))
- 5 Zesdaagses

1981
- 4 Zesdaagses

1982
- Europees kampioen koppelkoers (baan), Elite (met Patrick Sercu (Bel))
- 6 Zesdaagses

1983
- 7 Zesdaagses

1984
- 6 Zesdaagses

1985
- Europees kampioen koppelkoers (baan), Elite (met Gert Frank (Den))
- 3 Zesdaagses

1986
- 2 Zesdaagses

1987
- 1 Zesdaagse

## Tourdeelnames
Pijnen heeft herhaaldelijk in interviews gesteld dat hij, mede door het buitengewone talent wat hij reeds had getoond in zijn amateurtijd, te vroeg in zijn carrière werd opgesteld voor deze zware en uitdagende wedstrijd, namelijk de edities 1969 en 1970. Daarnaast stonden de (lange) wandeletappes, de beperkte verdiensten destijds in de Tour de France voor de deelnemers en de lange verplaatsingen tussen finishplaats en nieuwe startplaats hem tegen. In 1969 moest hij bovendien de Tour verlaten na een opstootje in de finishplaats met de Spanjaard Pérez Francés. Deze had eerder die dag Pijnen met een trap tegen het stuur ten val had gebracht na onenigheid over of Pijnen in een achtervolgende groep op (een nog eenmaal in de Tour ontketende) Rik van Looy, die Pijnens kopman was, ook kopwerk moest doen. In de editie van 1970, waar hij reeds met tegenzin aan begonnen was, kwam hij na een valpartij ontgoocheld en welbewust buiten tijd aan.
Hierbij moet voor ogen worden gehouden dat de Tour de France nog niet de uitstraling in de media had in Nederland die ze met name sinds de grote successen van de TI-Raleigh wielerploeg en de (integrale) verslaggeving via televisie heeft. Aansprekende prestaties op de weg lieten zich daarnaast ook niet snel vertalen in aanzienlijk hogere gages en startgelden voor een professioneel wielrenner op de weg. Een feit dat Pijnen ook al snel ondervond na zijn eerste grote successen in de Ronde van Spanje van 1970 in eind april en mei dat jaar. Sterker nog, destijds waren de zesdaagses lucratiever, waarbij voor de typische wegrenner gold dat zijn prestaties op de weg verzilverd konden worden door deelnames aan zesdaagses (alsook in een eerdere periode in meetings op zomerbanen).
Bij deze stand van zaken en gegeven het feit dat het koersen op de baan met zijn snel en dynamisch wedstrijdverloop hem veel meer aansprak, richtte Pijnen zijn aandacht steeds meer op de wielerpiste, dat hem zeer goed lag bovendien, en liet reeds bij zijn overstap naar de Bic-wielerploeg in 1971 en later de TI-Raleigh-ploeg in 1974 in zijn contract opnemen dat hij geen Tour de France hoefde te rijden - alhoewel hij bij die laatste, toen nog in opbouw zijnde ploeg, als eerste kopman, trachtte alsnog een aansprekende overwinning op de weg te behalen om dit in munt om te zetten in het zesdaagseseizoen.

## Resultaten in voornaamste wedstrijden op de weg
| Jaar | Ronde van Italië | Ronde van Frankrijk | Ronde van Spanje |
| ---- | ---------------- | ------------------- | ---------------- |
| 1969 |                  | opgave              |                  |
| 1970 |                  | buiten tijd         | 20e              |
| 1971 |                  |                     | 28e (3)          |
| 1972 |                  |                     | buiten tijd (1)  |

| Jaar | Milaan-San Remo | Gent-Wevelgem | Ronde van Vlaanderen | Amstel Gold Race | Luik-Bast.‑Luik | Bordeaux-Parijs | Parijs-Tours |  | WK op de weg |
| ---- | --------------- | ------------- | -------------------- | ---------------- | --------------- | --------------- | ------------ |  | ------------ |
| 1969 | 6e              | 27e           | 26e                  | opgave           |                 |                 | 22e          |  |              |
| 1970 |                 | 42e           |                      |                  |                 |                 | Zilver       |  | 22e          |
| 1971 |                 | 30e           |                      |                  |                 |                 |              |  | 29e          |
| 1972 |                 |               |                      |                  |                 |                 |              |  |              |
| 1973 |                 |               |                      |                  |                 | 10e             | 18e          |  |              |
| 1974 |                 | 34e           | 26e                  | 25e              |                 |                 |              |  |              |
| 1975 |                 |               |                      |                  | 36e             |                 | 8e           |  |              |

1960: Trapè, Bailetti, Cogliati, Fornoni ·
1964: Zoet, Dolman, Karstens, Pieterse ·
1968: Zoetemelk, Den Hertog, Krekels, Pijnen ·
1972: Jardi, Komnatov, Lichatsjov, Sjoekov ·
1976: Tsjoekanov, Tsjaplygin, Kaminski, Pikkuus ·
1980: Kasjirin, Logvin, Sjelpakov, Jarkin ·
1984: Bartalini, Giovannetti, Poli, Vandelli ·
1988: Ampler, Kummer, Landsmann, Schur ·
1992: Dittert, Meyer, Peschel, Rich
Wielerploegen van René Pijnen
Aranzabal · 
Berland ·
Bolley ·
Campaner ·
Crépel ·
Davaine ·
Desmarets ·
Doyen ·
D. Ducreux ·
F. Ducreux ·
Genty ·
Grosskost ·
Guiot ·
Janssen ·
Jiménez · 
Labourdette ·
Leblanc ·
Letort ·
Mendiburu ·
Mortensen ·
Novak · 
Ocaña ·
Palka ·
Pijnen ·
Ronsmans ·
Rosiers ·
A. Santy · 
G. Santy ·
Schleck ·
Sohet ·
Van Der Linde ·
Van Marck ·
A. Vasseur · 
S. Vasseur ·
Verhaegen · 
Wright
Aranzabal · 
Berland ·
Campaner ·
De Boever ·
Desmarets ·
D. Ducreux ·
F. Ducreux ·
Genty ·
Grosskost ·
Labourdette ·
Lapébie ·
Leman ·
Letort ·
Mortensen ·
Novak · 
Ocaña ·
Palka ·
Pijnen ·
Rosiers ·
A. Santy · 
G. Santy ·
Schleck ·
A. Vasseur · 
S. Vasseur
Agostinho · 
Berland ·
Bernet ·
Catieau ·
Fussien ·
Genty ·
Labourdette ·
Lapébie ·
Letort ·
Mortensen ·
Ocaña ·
Palka ·
Pijnen ·
Romero ·
Rosiers ·
A. Santy · 
G. Santy ·
Schleck ·
A. Vasseur · 
S. Vasseur
Atkins ·
Barnett ·
Barras ·
Bayton · 
van Beers ·
Bilsland ·
Bull ·
Cary ·
Chadwick · 
Crewe ·
Harrison ·
van den Hoek ·
Holmes ·
Hordijk · 
Jolly · 
van der Leeuw ·
Lloyd ·
Loevesijn ·
Moore · 
Pijnen ·
Pronk ·
Rompelberg ·
Schuiten ·
Tabak ·
Thurau ·
de Waal
Atkins ·
Barras ·
van Beers ·
Bracke ·
Cary ·
Haritz ·
van den Hoek ·
Hordijk · 
van der Leeuw ·
Lloyd ·
Pijnen ·
Pronk ·
Raas ·
Rompelberg ·
Schuiten ·
Sels ·
Sterk · 
Tabak ·
Thurau ·
Van der Helst · 
de Waal
Cary ·
De Cauwer ·
van Dongen ·
Haritz ·
van den Hoek ·
Hoogendoorn ·
Karstens · 
J. van Katwijk ·
P. van Katwijk ·
Knetemann ·
Kuiper  ·
Lloyd ·
Pijnen ·
Pronk ·
Raas ·
Thurau ·
Van der Helst
Bauwens ·
De Cauwer ·
Haritz ·
van den Hoek ·
Karstens · 
van Katwijk ·
Knetemann ·
Kuiper ·
Lubberding ·
Nickson ·
Pijnen ·
Pronk ·
Thurau